# Панта Михајловић
Пантелејмон „Панта” Михајловић (Богатић, 1854 —  Београд, 1932) био је српски инжењер и пионир на пољу телекомуникација. Увео је прве телефоне у Београду.

## Биографија
У Бечу је завршио електротехничку школу, затим отишао у Швајцарску, а одатле у Берлин, где као признати стручњак ступа на посао код фирме Сименс-Халске. За шефа фирме Сименс-Халске у Њујорку је постављен 1873. Од 1875. поново је у Србији где ступа на рад у техничко одељење војне фабрике у Крагујевцу.
1882. године добио је концесију за изградњу телефонских станица у Београду и Србији.
Између зграда на углу Булевара Булевара краља Александра и инжењерске касарне на Палилули увео је прву телефонску линију у Београду, 14. марта 1883. Први телефонски разговор обавили су министар војни Тихомиљ Николић и капетан Коста Радосављевић.
Шеф Телеграфско-телефонског одсека Дирекција државних железница постао је 1885. Вештак за испитивање лошег стања електричне мреже у Београду постао је 1905. Био је и надзорни инжењер електричне централе на двору од 1908.
Умро је 7. фебруара 1932. године, у Београду, од запаљења плућа и парализе срца у 78. години живота.